# 李端 (诗人)
李端（？—？），字正己，赵州（治所在今河北赵县）人，出自赵郡李氏东祖，唐朝诗人，大曆十才子之一。

## 生平
李端早年隐居庐山，师从名僧皎然学诗。大历五年（770年）中进士，历任秘书省校书郎、后因病调任杭州司马，终老于任上。
闻一多推测李端死于建中三年（782年），傅璇琮根据卢纶的诗作推测，李端的去世或在兴元元年（784年）之后的数年间。

## 文学成就
據說李端曾在駙馬郭曖筵上立成七律二首。
其詩多為應酬之作，多表現消極避世思想，個別作品對社會現實亦有所反映，一些寫閨情的詩也清婉可誦，其風格與司空曙相似。喬億以為李端詩“思致彌清，徑陌迥別，品第在盧允言、司空文明之上。”
傳世作品有《李端诗集》三卷。

## 家族
有子李虞仲。從父李嘉祐。